# Gianmarco Tamberi
Gianmarco Tamberi (Civitanova Marche, 1 de junio de 1992) es un deportista italiano que compite en atletismo, especialista en la prueba de salto de altura; campeón olímpico en Tokio 2020, dos veces campeón mundial y cuatro veces campeón europeo.

## Trayectoria
Participó en dos Juegos Olímpicos de Verano, en los años 2012 y 2020, obteniendo una medalla de oro en Tokio 2020, en el salto de altura, que compartió con el catarí Mutaz Essa Barshim, al quedar ambos empatados en la final.
Ganó una medalla de oro en el Campeonato Mundial de Atletismo de 2023, dos medallas en el Campeonato Mundial de Atletismo en Pista Cubierta, en los años 2016 y 2022, tres medallas en el Campeonato Europeo de Atletismo entre los años 2016 y 2024, y dos medallas en el Campeonato Europeo de Atletismo en Pista Cubierta, en los años 2019 y 2021.
En los Juegos Europeos de Cracovia 2023 consiguió una medalla de oro en la prueba de salto de altura.
Fue el abanderado de Italia en la ceremonia de apertura de los Juegos Olímpicos de París 2024 junto con la esgrimidora Arianna Errigo. Estudió Economía y Administración en la Universidad Internacional Libre de Guido Carli.
Participó en el Celebrity Game del All-Star Game de la NBA en las ediciones de 2022 y 2024.

## Palmarés internacional
| Juegos Olímpicos                     | Juegos Olímpicos          | Juegos Olímpicos  | Juegos Olímpicos |
| Año                                  | Lugar                     | Medalla           | Prueba           |
| ------------------------------------ | ------------------------- | ----------------- | ---------------- |
| 2020                                 | Tokio (Japón)             | Medalla de oro    | Salto de altura  |
| Campeonato Mundial                   |                           |                   |                  |
| Año                                  | Lugar                     | Medalla           | Prueba           |
| 2023                                 | Budapest (Hungría)        | Medalla de oro    | Salto de altura  |
| Campeonato Mundial en Pista Cubierta |                           |                   |                  |
| Año                                  | Lugar                     | Medalla           | Prueba           |
| 2016                                 | Portland (Estados Unidos) | Medalla de oro    | Salto de altura  |
| 2022                                 | Belgrado (Serbia)         | Medalla de bronce | Salto de altura  |
| Juegos Europeos                      |                           |                   |                  |
| Año                                  | Lugar                     | Medalla           | Prueba           |
| 2023                                 | Chorzów (Polonia)         | Medalla de oro    | Salto de altura  |
| Campeonato Europeo                   |                           |                   |                  |
| Año                                  | Lugar                     | Medalla           | Prueba           |
| 2016                                 | Ámsterdam (Países Bajos)  | Medalla de oro    | Salto de altura  |
| 2022                                 | Múnich (Alemania)         | Medalla de oro    | Salto de altura  |
| 2024                                 | Roma (Italia)             | Medalla de oro    | Salto de altura  |
| Campeonato Europeo en Pista Cubierta |                           |                   |                  |
| Año                                  | Lugar                     | Medalla           | Prueba           |
| 2019                                 | Glasgow (Reino Unido)     | Medalla de oro    | Salto de altura  |
| 2021                                 | Toruń (Polonia)           | Medalla de plata  | Salto de altura  |